# LimeSurvey
LimeSurvey (früher PHPSurveyor) ist eine freie Online-Umfrage-Applikation, die es ermöglicht, ohne Programmierkenntnisse Online-Umfragen zu entwickeln, zu veröffentlichen sowie deren Ergebnisse in einer Datenbank zu erfassen. Sie ist in PHP geschrieben und baut auf einer MySQL-, PostgreSQL- oder MSSQL-Datenbank auf. Die Software ist zurzeit in einer Vielzahl von Sprachen und Dialekten verfügbar.

## Merkmale
Durch die Benutzung eines Web-Vorlagensystems können Layout und Design von Umfragen den Nutzerwünschen angepasst werden. Umfragen können entweder öffentlich zugänglich sein oder durch ein „Nur-einmal“-Token für jeden Teilnehmer individuell zugänglich gemacht werden.
Einige Webhoster bieten LimeSurvey-Hostings an, entweder als eigene Installation oder durch ein Kontrollpanel, so wie cPanel mit Fantastico, Plesk und Virtualmin Professionell. Für diverse Content-Management-Systeme sind außerdem Integrationsmodule verfügbar, dazu gehören Joomla (wobei keine Portierung für die aktuelle Joomla-Version 2.5 vorliegt), Drupal und WordPress.
In einer von der GESIS erstellten Auswertung von freier Software zur Durchführung von Online-Befragungen ist LimeSurvey die einzige Open-Source-Software für Umfragen, die aktiv entwickelt wird.

## Geschichte
LimeSurvey wurde ursprünglich als SourceForge.net-Projekt unter dem Namen PHPSurveyor am 20. Februar 2003 registriert und vom australischen Softwareentwickler Jason Cleeland entwickelt. Die erste Veröffentlichung, Version 0.93, wurde am 6. März 2003 freigegeben. Das Projekt erlangte durch die Entwicklung von erweiterten Funktionen schnell eine breite Öffentlichkeit.
Im Jahr 2006 wurde die Projektleitung durch Carsten Schmitz übernommen und die Software am 17. Mai 2007 von PHPSurveyor in LimeSurvey umbenannt. Hintergrund ist die Vereinfachung der Software-Lizenzierung. Die Buchstaben PHP im Namen standen in Konflikt mit der PHP-Lizenz, die von vielen Open-Source-Entwicklungsbibliotheken verwendet wird.
Am 29. November 2007 gewann LimeSurvey den Ersten Preis beim Wettbewerb Les Trophées du Libre in der Kategorie „Corporate Management“.
Im Oktober 2011 wurde die erste Alpha-Version von LimeSurvey 2.0 veröffentlicht, die kurz darauf allerdings aufgrund von Lizenzproblemen mit dem neu ausgewählten PHP-Framework CodeIgniter sofort wieder zurückgezogen wurde. Das Yii-Framework sollte CodeIgniter ersetzen und somit wurde ein MVC-Ansatz in LimeSurveys Quelltexten eingeführt. Am 16. August 2012 wurde der 9. Release Candidate veröffentlicht, gefolgt von der stabilen Version am 15. Oktober 2012.
Mit der Version 2.05+, die im Februar 2014 veröffentlicht wurde, war es erstmals möglich, Plug-ins zu programmieren, die auf einem LimeSurvey-eigenen Plug-in-Framework basieren. Dadurch können Anwender eigene Plug-ins programmnah einbinden, ohne die Kerndateien der Software anpassen zu müssen. Im Februar 2016 wurde die Version 2.50+ herausgegeben, mit einer neu entwickelten Bootstrap-gestützten Oberfläche und weiteren Umstrukturierungen, basierend auf dem Yii-Framework. Die Version 3.0.0 wurde im Januar 2018 veröffentlicht. Startend mit dieser Version wird LimeSurvey mit Semantischer Versionierung entwickelt. Es sind viele neue Funktionen enthalten, unter anderem werden die Designvorlagen jetzt auf Basis von Twig entwickelt. Einfache Einstellungen am Design sind durch Optionen anpassbar.
Im Mai 2021 erschien die Version 5.0.0 (die Versionsnummer 4 wurde übersprungen). Parallel wird die Version 3.27 bzw. 3.28 als sogenannte Long Term Support-Version gepflegt.
Im April 2022 wurde die Version 6.0.0 mit neuem Admin Theme freigegeben. Parallel wird die Version 5.6 weiterhin aktualisiert und Version 3.28 als Long Term Support-Version gepflegt.